# Sadr City
Sadr City (arabisk: مدينة الصدر, Madinat aṣ-Ṣadr) er en bydel i Baghdad, Irak. Bydelen blev bygget i 1959  på foranledning af den daværende premierminister Abdul Karim Qassim. Senere fik den uofficielt navnet Sadr City efter den nu afdøde shiamuslimske leder Mohammad Mohammad Sadeq al-Sadr. Siden koalitionen af villige landes besættelse af landet startede i 2003 har bydelen været skueplads for kampe mellem koalitionsstyrkerne og forskellige irakiske militser. Sadr City er en af Baghdads ni administrative distrikter. Sadr City har 3.500.000(2016) indbyggere.